# Соціальний колапс
Соціальний колапс (також відомий як цивілізаційний колапс або системний колапс) — це занепад складного людського суспільства, що характеризується втратою культурної ідентичності та соціальної складності як адаптивної системи, падінням влади та зростанням насильства. Можливі причини суспільного колапсу включають природні катастрофи, війну, моровицю, голод, економічний колапс, скорочення чи надмірне зростання населення, масову міграцію та саботаж з боку конкуруючих цивілізацій. Суспільство, що розпалося, може повернутися до більш примітивного стану, бути поглинутим сильнішим суспільством або повністю зникнути.
Така доля спіткала практично всі цивілізації, незалежно від їхнього розміру чи складності, але деякі з них згодом відродилися і трансформувалися, як, наприклад, Китай, Індія та Єгипет. Однак інші так і не змогли відновитися, як, наприклад, Західна та Східна Римські імперії, цивілізація мая та цивілізація острова Пасхи. Суспільний крах зазвичай буває швидким, але рідко раптовим.
Антропологи, (кількісні) історики та соціологи пропонують різноманітні пояснення занепаду цивілізацій, включаючи такі причинні фактори, як зміна навколишнього середовища, виснаження ресурсів, нестійка складність, вторгнення, хвороби, занепад соціальної згуртованості, зростання нерівності, довготривале зниження когнітивних здібностей, втрата творчого потенціалу та нещастя. Однак повне зникнення культури не є неминучим, і в деяких випадках нові суспільства, що виникають на попелищі старого, очевидно, є його нащадками, попри різке зниження рівня складності. Щобільше, вплив суспільства, що розпалося, як, наприклад, Західна Римська імперія, може тривати ще довго після його смерті.
Вивчення суспільного розпаду, коллапсологія, є темою для фахівців з історії, антропології, соціології та політології. Останнім часом до них приєднуються фахівці з кліодинаміки та вивчення складних систем.